# 3M Arena at Mariucci
Die 3M Arena at Mariucci ist eine Eissporthalle in Minneapolis. Sie ist Spielstätte für das Männer-Eishockeyteam der University of Minnesota, den Minnesota Golden Gophers und bietet Platz für 10.257 Zuschauer. Von 1993 bis 2017 hieß die Halle Mariucci Arena.

## Geschichte
Von 1950 bis 1993 spielten die Golden Gophers im Eishockeystadion in der Williams Arena auf dem Campus der Universität. 1985 wurde dieses in Mariucci Arena umbenannt. Namensgeber dabei war John Mariucci, ein ehemaliger Spieler und Trainer der Gophers. Mit dem Bau einer neuen Eishockeyarena auf der gegenüberliegenden Straßenseite erhielt diese den Namen. Das Spielfeld hat die internationale Größe und ist rund 30 Meter breit und 61 Meter lang. Am 13. März 1993 fand zwischen den Golden Gophers und North Dakota vor 7.449 Zuschauern das erste Spiel in der Arena statt. Die Damenmannschaft der Gophers spielte dort von 1997 bis 2003, bevor sie in die kleinere Ridder Arena umzog. Beide Eishockeystadien sind durch einen Tunnel miteinander verbunden. 2001 wurde die Mariucci Arena um 18 Logen erweitert. Die Kapazität stieg damit von 9700 auf 10.000 Plätze.
2007 wurde die Mariucci Arena als einziges Eishockeystadion von der Sports Illustrated on Campus zu einer der zehn besten Sportstätten im US-Collegesport ernannt.
Vor der Saison 2012/13 bekam die Halle einen neuen LED-Videowürfel, LED-Werbebanden und eine neue Beschallungsanlage.

## Nutzung
Die Mariucci Arena dient vor allem der Männer-Eishockeymannschaft der Golden Gophers als Spielstätte. Darüber hinaus finden regelmäßig regionale und nationale Eishockeyveranstaltungen statt. Zu internationalen Veranstaltungen zählen die Spiele der Eishockey-Weltmeisterschaft der Frauen 2001, die Shorttrack-Weltmeisterschaften 2006 und die Synchroneiskunstlauf-Weltmeisterschaften 2000.